# Tamba albidalis
Tamba albidalis là một loài bướm đêm trong họ Noctuidae.